# Campeonato de Primera Nacional 2019-20
El Campeonato de Primera Nacional 2019-20 fue la trigésima quinta edición del campeonato de segunda división del fútbol argentino. Participaron 32 equipos divididos en dos zonas de 16, sin diferenciación entre directa e indirectamente afiliados a la AFA. Otorgaría  dos ascensos a la Primera División. A la vez que también se debían producir dos descensos a la tercera categoría, los que fueron anulados a partir de la suspensión del certamen. 
Los nuevos participantes fueron los cuatro equipos descendidos de la Superliga 2018-19: San Martín, de San Juan (tras 5 años y 6 temporadas en la primera categoría); Tigre (tras 12 años y 13 temporadas), Belgrano (después de 8 años y 9 temporadas) y San Martín, de Tucumán (tras una única temporada); los cinco ascendidos del campeonato de Primera B 2018-19, el campeón, Barracas Central (que hizo su estreno en la categoría), Atlanta (que la recuperó luego de 7 años), Estudiantes, de Caseros (que volvió tras 18 años); Deportivo Riestra (tras una temporada) y el ganador del torneo reducido, All Boys (retornado después de una única temporada); y los dos ascendidos del Torneo Federal A 2018-19, el campeón, Estudiantes, de Río Cuarto (en su primera participación), y el ganador de la Reválida, Alvarado (que también debutó en el certamen).
El torneo fue suspendido, provisionalmente, después de la disputa parcial de la vigésima primera fecha, por las medidas gubernamentales para evitar la propagación de la covid-19. Finalmente, el 28 de abril, la Asociación del Fútbol Argentino canceló el torneo a causa de la extensión de la pandemia.

## Ascensos y descensos
| Torneo    | Descendidos de la B Nacional 2018-19 |
| --------- | ------------------------------------ |
| Primera B | Los Andes                            |
| Federal A | Olimpo                               |

| Torneo    | Ascendidos a la B Nacional 2019-20 |
| --------- | ---------------------------------- |
| Primera B | Barracas Central                   |
| Primera B | Atlanta                            |
| Primera B | Estudiantes (BA)                   |
| Primera B | Deportivo Riestra                  |
| Primera B | All Boys                           |
| Federal A | Estudiantes (RC)                   |
| Federal A | Alvarado                           |

| Pos       | Ascendidos a la Superliga 2019-20 |
| --------- | --------------------------------- |
| 1.º       | Arsenal                           |
| Gan. red. | Central Córdoba (SdE)             |

| Prom | Descendidos de la Superliga 2018-19 |
| ---- | ----------------------------------- |
| 23.º | San Martín (SJ)                     |
| 23.º | Tigre                               |
| 25.º | Belgrano                            |
| 26.º | San Martín (T)                      |

- De esta manera, el número de participantes aumentó a 32.

## Equipos participantes
| Equipo                  | Ciudad                | Estadio                             | Capacidad |
| ----------------------- | --------------------- | ----------------------------------- | --------- |
| Agropecuario            | Carlos Casares        | Ofelia Rosenzuaig                   | 8000      |
| All Boys                | Buenos Aires          | Islas Malvinas                      | 21 500    |
| Almagro                 | José Ingenieros       | Tres de Febrero                     | 19 000    |
| Alvarado                | Mar del Plata         | José María Minella                  | 35 354    |
| Atlanta                 | Buenos Aires          | Don León Kolbowsky                  | 18 000    |
| Atlético de Rafaela     | Rafaela               | Nuevo Monumental                    | 20 000    |
| Barracas Central        | Buenos Aires          | Claudio Chiqui Tapia                | 4400      |
| Belgrano                | Córdoba               | Julio César Villagra                | 30 500    |
| Brown                   | Adrogué               | Lorenzo Arandilla                   | 4500      |
| Chacarita Juniors       | Villa Maipú           | Chacarita Juniors                   | 26 530    |
| Defensores de Belgrano  | Buenos Aires          | Juan Pasquale                       | 10 000    |
| Deportivo Morón         | Morón                 | Nuevo Francisco Urbano              | 35 000    |
| Deportivo Riestra       | Buenos Aires          | Guillermo Laza                      | 4000      |
| Estudiantes             | Caseros               | Ciudad de Caseros                   | 16 700    |
| Estudiantes             | Rio Cuarto            | Antonio Candini                     | 11 000    |
| Ferro Carril Oeste      | Buenos Aires          | Arquitecto Ricardo Etcheverri       | 24 442    |
| Gimnasia y Esgrima      | Jujuy                 | 23 de agosto                        | 24 000    |
| Gimnasia y Esgrima      | Mendoza               | Víctor Antonio Legrotaglie          | 14 000    |
| Guillermo Brown         | Puerto Madryn         | Raúl Conti                          | 14 500    |
| Independiente Rivadavia | Mendoza               | Bautista Gargantini                 | 24 000    |
| Instituto               | Córdoba               | Juan Domingo Perón                  | 26 000    |
| Mitre                   | Santiago del Estero   | Doctores José y Antonio Castiglione | 16 500    |
| Nueva Chicago           | Buenos Aires          | Nueva Chicago                       | 25 000    |
| Platense                | Florida               | Ciudad de Vicente López             | 34 530    |
| Quilmes                 | Quilmes               | Centenario Ciudad de Quilmes        | 32 200    |
| Ramón Santamarina       | Tandil                | Municipal General San Martín        | 8762      |
| San Martín              | San Juan              | Ingeniero Hilario Sánchez           | 26 000    |
| San Martín              | San Miguel de Tucumán | La Ciudadela                        | 30 500    |
| Sarmiento               | Junín                 | Eva Perón                           | 22 000    |
| Temperley               | Turdera               | Alfredo Beranger                    | 18 000    |
| Tigre                   | Victoria              | José Dellagiovanna                  | 26 282    |
| Villa Dálmine           | Campana               | El Coliseo de Mitre y Puccini       | 11 250    |

### Distribución geográfica de los equipos
| Región                                   | Cant. | Equipos |
| ---------------------------------------- | ----- | --- |
| Conurbano bonaerense                     | 9     | Almagro, Brown de Adrogué, Chacarita Juniors, Deportivo Morón, Estudiantes, Platense, Quilmes, Temperley y Tigre.  |
| Ciudad de Buenos Aires                   | 7     | All Boys, Atlanta, Barracas Central, Defensores de Belgrano, Deportivo Riestra, Ferro Carril Oeste y Nueva Chicago |
| Interior de la provincia de Buenos Aires | 5     | Agropecuario, Alvarado, Ramón Santamarina, Sarmiento (J) y Villa Dálmine.                                          |
| Provincia de Córdoba                     | 3     | Belgrano, Estudiantes (RC) e Instituto                                                                             |
| Provincia de Mendoza                     | 2     | Gimnasia y Esgrima e Independiente Rivadavia                                                                       |
| Provincia del Chubut                     | 1     | Guillermo Brown |
| Provincia de Jujuy                       | 1     | Gimnasia y Esgrima                                                                                                 |
| Provincia de San Juan                    | 1     | San Martín |
| Provincia de Santa Fe                    | 1     | Atlético de Rafaela                                                                                                |
| Provincia de Santiago del Estero         | 1     | Mitre |
| Provincia de Tucumán                     | 1     | San Martín |

## Formato

### Ascensos
Los 32 participantes se dividieron en dos zonas de 16 equipos, los cuales se enfrentaron entre sí en dos ruedas por el sistema de todos contra todos. Los respectivos ganadores clasificarían a una final a partido único en estadio neutral que consagraría al campeón, que obtendría el ascenso a la Primera División. Habría un segundo ascendido, que se definiría por un torneo reducido por eliminación directa entre el perdedor de la final y los equipos que ocuparan del segundo al cuarto puesto en cada zona. Debido a la cancelación del torneo, estos ascensos se dirimen en el Campeonato Transición de Primera Nacional 2020.

### Descensos
El último de cada zona debería haber descendido a la categoría correspondiente, según se tratara -indistintamente- de un equipo directa o indirectamente afiliado, la Primera B o el Torneo Federal A. No obstante, los descensos fueron anulados debido a la cancelación del torneo.

### Clasificación a la Copa Argentina 2019-20
Los primeros siete equipos de la tabla parcial de posiciones finalizada la primera rueda de cada una de las zonas, clasificaron a los treintaidosavos de final de la Copa Argentina 2019-20.

## Zona A

### Tabla de posiciones final
| Pos. | Equipo                  | Pts. | PJ | PG | PE | PP | GF | GC | Dif. |
| ---- | ----------------------- | ---- | -- | -- | -- | -- | -- | -- | ---- |
| 01.º | Atlanta                 | 41   | 21 | 12 | 5  | 4  | 34 | 20 | 14   |
| 02.º | Estudiantes (RC)        | 37   | 21 | 10 | 7  | 4  | 29 | 19 | 10   |
| 03.º | Estudiantes (BA)        | 36   | 21 | 11 | 3  | 7  | 31 | 25 | 6    |
| 04.º | Temperley               | 32   | 21 | 8  | 8  | 5  | 22 | 19 | 3    |
| 05.º | Deportivo Morón         | 32   | 21 | 9  | 5  | 7  | 19 | 18 | 1    |
| 06.º | Ferro Carril Oeste      | 31   | 21 | 9  | 4  | 8  | 20 | 20 | 0    |
| 07.º | Platense                | 30   | 21 | 9  | 3  | 9  | 22 | 25 | −3   |
| 08.º | Agropecuario            | 29   | 21 | 8  | 5  | 8  | 23 | 19 | 4    |
| 09.º | San Martín (SJ)         | 28   | 21 | 7  | 7  | 7  | 19 | 22 | −3   |
| 10.º | Belgrano                | 27   | 21 | 5  | 12 | 4  | 26 | 25 | 1    |
| 11.º | Alvarado                | 26   | 21 | 7  | 5  | 9  | 27 | 28 | −1   |
| 12.º | Guillermo Brown         | 25   | 21 | 6  | 7  | 8  | 18 | 21 | −3   |
| 13.º | Independiente Rivadavia | 24   | 21 | 6  | 6  | 9  | 26 | 29 | −3   |
| 14.º | Barracas Central        | 21   | 21 | 5  | 6  | 10 | 19 | 26 | −7   |
| 15.º | Mitre (SdE)             | 17   | 21 | 3  | 8  | 10 | 11 | 19 | −8   |
| 16.º | Nueva Chicago           | 16   | 21 | 2  | 11 | 8  | 16 | 27 | −11  |

|  | El equipo que ocupara esta posición al finalizar la disputa habría jugado la final por el título de campeón.                                 |
|  | Los equipos que ocuparan estas posiciones al finalizar la disputa habrían jugado la primera fase del torneo reducido por el segundo ascenso. |
|  | El equipo que ocupara esta posición al finalizar la disputa habría descendido a la tercera categoría.                                        |

| 1. 2. |

#### Evolución de las posiciones

##### Primera rueda
| Equipo / Fecha          | 1    | 2    | 3    | 4    | 5    | 6    | 7    | 8    | 9    | 10   | 11   | 12   | 13   | 14   | 15   |
| ----------------------- | ---- | ---- | ---- | ---- | ---- | ---- | ---- | ---- | ---- | ---- | ---- | ---- | ---- | ---- | ---- |
| Agropecuario            | 05.º | 03.º | 06.º | 06.º | 07.º | 10.º | 13.º | 13.º | 14.º | 14.º | 15.º | 12.º | 14.º | 11.º | 08.º |
| Alvarado                | 11.º | 10.º | 13.º | 14.º | 12.º | 12.º | 14.º | 16.º | 12.º | 11.º | 11.º | 09.º | 08.º | 07.º | 07.º |
| Atlanta                 | 01.º | 01.º | 01.º | 02.º | 03.º | 02.º | 02.º | 02.º | 02.º | 01.º | 01.º | 01.º | 01.º | 01.º | 01.º |
| Barracas Central        | 03.º | 05.º | 07.º | 11.º | 11.º | 07.º | 10.º | 12.º | 13.º | 15.º | 12.º | 14.º | 12.º | 14.º | 13.º |
| Belgrano                | 07.º | 11.º | 08.º | 08.º | 04.º | 08.º | 07.º | 09.º | 10.º | 10.º | 10.º | 13.º | 11.º | 13.º | 14.º |
| Deportivo Morón         | 09.º | 06.º | 03.º | 04.º | 04.º | 05.º | 05.º | 04.º | 05.º | 05.º | 07.º | 07.º | 07.º | 08.º | 09.º |
| Estudiantes (BA)        | 06.º | 04.º | 02.º | 01.º | 01.º | 01.º | 01.º | 01.º | 01.º | 02.º | 04.º | 04.º | 06.º | 06.º | 06.º |
| Estudiantes (RC)        | 02.º | 07.º | 05.º | 03.º | 02.º | 03.º | 03.º | 03.º | 03.º | 04.º | 03.º | 03.º | 03.º | 02.º | 02.º |
| Ferro Carril Oeste      | 13.º | 15.º | 16.º | 16.º | 16.º | 16.º | 16.º | 14.º | 15.º | 13.º | 14.º | 15.º | 15.º | 12.º | 12.º |
| Guillermo Brown         | 13.º | 16.º | 15.º | 13.º | 10.º | 11.º | 08.º | 10.º | 07.º | 09.º | 09.º | 07.º | 09.º | 09.º | 11.º |
| Independiente Rivadavia | 15.º | 08.º | 12.º | 07.º | 09.º | 06.º | 06.º | 07.º | 11.º | 12.º | 13.º | 10.º | 10.º | 10.º | 10.º |
| Mitre (SdE)             | 12.º | 14.º | 14.º | 15.º | 14.º | 13.º | 09.º | 08.º | 09.º | 07.º | 08.º | 11.º | 13.º | 15.º | 15.º |
| Nueva Chicago           | 09.º | 09.º | 11.º | 12.º | 15.º | 15.º | 15.º | 15.º | 16.º | 16.º | 16.º | 16.º | 16.º | 16.º | 16.º |
| Platense                | 03.º | 01.º | 04.º | 05.º | 06.º | 04.º | 04.º | 05.º | 04.º | 03.º | 02.º | 02.º | 02.º | 04.º | 03.º |
| San Martín (SJ)         | 07.º | 11.º | 08.º | 09.º | 08.º | 09.º | 12.º | 06.º | 06.º | 08.º | 06.º | 06.º | 05.º | 05.º | 05.º |
| Temperley               | 16.º | 13.º | 10.º | 10.º | 13.º | 14.º | 11.º | 11.º | 08.º | 06.º | 05.º | 05.º | 04.º | 03.º | 04.º |

| 1. 2. |

##### Segunda rueda
| Equipo / Fecha          | 16   | 17   | 18   | 19   | 20   | 21   |
| ----------------------- | ---- | ---- | ---- | ---- | ---- | ---- |
| Agropecuario            | 07.º | 09.º | 10.º | 11.º | 10.º | 08.º |
| Alvarado                | 09.º | 08.º | 09.º | 10.º | 09.º | 11.º |
| Atlanta                 | 02.º | 02.º | 01.º | 03.º | 01.º | 01.º |
| Barracas Central        | 13.º | 13.º | 14.º | 14.º | 13.º | 14.º |
| Belgrano                | 12.º | 11.º | 11.º | 09.º | 11.º | 10.º |
| Deportivo Morón         | 10.º | 10.º | 06.º | 08.º | 06.º | 05.º |
| Estudiantes (BA)        | 05.º | 03.º | 03.º | 02.º | 03.º | 03.º |
| Estudiantes (RC)        | 01.º | 01.º | 02.º | 01.º | 02.º | 02.º |
| Ferro Carril Oeste      | 08.º | 07.º | 08.º | 07.º | 05.º | 06.º |
| Guillermo Brown         | 11.º | 12.º | 12.º | 12.º | 12.º | 12.º |
| Independiente Rivadavia | 14.º | 14.º | 13.º | 13.º | 14.º | 13.º |
| Mitre (SdE)             | 15.º | 15.º | 15.º | 15.º | 15.º | 15.º |
| Nueva Chicago           | 16.º | 16.º | 16.º | 16.º | 16.º | 16.º |
| Platense                | 03.º | 04.º | 04.º | 05.º | 07.º | 07.º |
| San Martín (SJ)         | 06.º | 06.º | 07.º | 06.º | 08.º | 09.º |
| Temperley               | 04.º | 05.º | 05.º | 04.º | 04.º | 04.º |

| 1. |

### Tabla de posiciones parcial de la primera rueda
Esta tabla fue usada para determinar los equipos clasificados a la Copa Argentina 2019-20, que fueron los que ocuparon los siete primeros lugares.
| Pos. | Equipo                  | Pts. | PJ | PG | PE | PP | GF | GC | Dif. |
| ---- | ----------------------- | ---- | -- | -- | -- | -- | -- | -- | ---- |
| 01.º | Atlanta                 | 28   | 15 | 8  | 4  | 3  | 28 | 18 | 10   |
| 02.º | Estudiantes (RC)        | 28   | 15 | 8  | 4  | 3  | 24 | 15 | 9    |
| 03.º | Platense                | 28   | 15 | 9  | 1  | 5  | 18 | 14 | 4    |
| 04.º | Temperley               | 25   | 15 | 7  | 4  | 4  | 15 | 12 | 3    |
| 05.º | San Martín (SJ)         | 24   | 15 | 6  | 6  | 3  | 13 | 10 | 3    |
| 06.º | Estudiantes (BA)        | 23   | 15 | 7  | 2  | 6  | 18 | 17 | 1    |
| 07.º | Alvarado                | 20   | 15 | 5  | 5  | 5  | 23 | 21 | 2    |
| 08.º | Agropecuario            | 19   | 15 | 5  | 4  | 6  | 15 | 14 | 1    |
| 09.º | Deportivo Morón         | 19   | 15 | 5  | 4  | 6  | 13 | 16 | −3   |
| 10.º | Independiente Rivadavia | 18   | 15 | 5  | 3  | 7  | 22 | 26 | −4   |
| 11.º | Guillermo Brown         | 18   | 15 | 5  | 3  | 7  | 12 | 16 | −4   |
| 12.º | Ferro Carril Oeste      | 18   | 15 | 5  | 3  | 7  | 11 | 16 | −5   |
| 13.º | Barracas Central        | 17   | 15 | 4  | 5  | 6  | 14 | 16 | −2   |
| 14.º | Belgrano                | 15   | 15 | 2  | 9  | 4  | 18 | 20 | −2   |
| 15.º | Mitre (SdE)             | 15   | 15 | 3  | 6  | 6  | 9  | 12 | −3   |
| 16.º | Nueva Chicago           | 10   | 15 | 1  | 7  | 7  | 12 | 22 | −10  |

|  | Clasificados a la Copa Argentina 2019-20. |

### Resultados

#### Primera rueda
| Fecha 1            | Fecha 1   | Fecha 1                 | Fecha 1                             | Fecha 1      | Fecha 1 |
| Local              | Resultado | Visitante               | Estadio                             | Fecha        | Hora    |
| ------------------ | --------- | ----------------------- | ----------------------------------- | ------------ | ------- |
| Estudiantes (RC)   | 3 - 0     | Temperley               | Antonio Candini                     | 16 de agosto | 21:30   |
| Mitre (SdE)        | 0 - 1     | Estudiantes (BA)        | Doctores José y Antonio Castiglione | 16 de agosto | 22:00   |
| Atlanta            | 4 - 1     | Independiente Rivadavia | Don León Kolbowsky                  | 17 de agosto | 13:05   |
| Belgrano           | 1 - 1     | San Martín (SJ)         | Gigante de Alberdi                  | 17 de agosto | 18:00   |
| Guillermo Brown    | 0 - 2     | Barracas Central        | Raúl Conti                          | 18 de agosto | 15:05   |
| Alvarado           | 1 - 2     | Agropecuario            | José María Minella                  | 18 de agosto | 18:00   |
| Nueva Chicago      | 0 - 0     | Deportivo Morón         | Nueva Chicago                       | 19 de agosto | 15:35   |
| Ferro Carril Oeste | 0 - 2     | Platense                | Arquitecto Ricardo Etcheverri       | 19 de agosto | 21:05   |

| Fecha 2                 | Fecha 2   | Fecha 2            | Fecha 2                   | Fecha 2      | Fecha 2 |
| Local                   | Resultado | Visitante          | Estadio                   | Fecha        | Hora    |
| ----------------------- | --------- | ------------------ | ------------------------- | ------------ | ------- |
| Temperley               | 1 - 1     | Nueva Chicago      | Alfredo Beranger          | 24 de agosto | 13:05   |
| Atlanta                 | 1 - 0     | Mitre (SdE)        | Don León Kolbowsky        | 24 de agosto | 15:30   |
| Deportivo Morón         | 1 - 0     | Guillermo Brown    | Nuevo Francisco Urbano    | 24 de agosto | 15:30   |
| Barracas Central        | 2 - 2     | Alvarado           | Claudio Chiqui Tapia      | 24 de agosto | 15:30   |
| San Martín (SJ)         | 0 - 1     | Estudiantes (BA)   | Ingeniero Hilario Sánchez | 24 de agosto | 17:00   |
| Independiente Rivadavia | 3 - 2     | Ferro Carril Oeste | Bautista Gargantini       | 24 de agosto | 20:00   |
| Agropecuario            | 1 - 3     | Belgrano           | Ofelia Rosenzuaig         | 25 de agosto | 14:00   |
| Platense                | 3 - 1     | Estudiantes (RC)   | Ciudad de Vicente López   | 25 de agosto | 16:00   |

| Fecha 3            | Fecha 3   | Fecha 3                 | Fecha 3                             | Fecha 3         | Fecha 3 |
| Local              | Resultado | Visitante               | Estadio                             | Fecha           | Hora    |
| ------------------ | --------- | ----------------------- | ----------------------------------- | --------------- | ------- |
| Alvarado           | 2 - 4     | Deportivo Morón         | José María Minella                  | 29 de agosto    | 19:15   |
| Belgrano           | 1 - 0     | Barracas Central        | Gigante de Alberdi                  | 30 de agosto    | 21:05   |
| Guillermo Brown    | 0 - 1     | Temperley               | Raúl Conti                          | 1 de septiembre | 11:00   |
| Estudiantes (RC)   | 3 - 1     | Independiente Rivadavia | Antonio Candini                     | 1 de septiembre | 14:30   |
| Mitre (SdE)        | 0 - 1     | San Martín (SJ)         | Doctores José y Antonio Castiglione | 1 de septiembre | 20:30   |
| Estudiantes (BA)   | 1 - 0     | Agropecuario            | Ciudad de Caseros                   | 2 de septiembre | 19:30   |
| Nueva Chicago      | 1 - 1     | Platense                | Nueva Chicago                       | 3 de septiembre | 17:05   |
| Ferro Carril Oeste | 0 - 2     | Atlanta                 | Arquitecto Ricardo Etcheverri       | 3 de septiembre | 21:05   |

| Fecha 4                 | Fecha 4   | Fecha 4          | Fecha 4                       | Fecha 4         | Fecha 4 |
| Local                   | Resultado | Visitante        | Estadio                       | Fecha           | Hora    |
| ----------------------- | --------- | ---------------- | ----------------------------- | --------------- | ------- |
| Barracas Central        | 3 - 4     | Estudiantes (BA) | Claudio Chiqui Tapia          | 6 de septiembre | 15:30   |
| Deportivo Morón         | 1 - 3     | Belgrano         | Nuevo Francisco Urbano        | 6 de septiembre | 21:05   |
| Temperley               | 0 - 0     | Alvarado         | Alfredo Beranger              | 7 de septiembre | 13:00   |
| Atlanta                 | 1 - 2     | Estudiantes (RC) | Don León Kolbowsky            | 7 de septiembre | 15:30   |
| Ferro Carril Oeste      | 0 - 0     | Mitre (SdE)      | Arquitecto Ricardo Etcheverri | 8 de septiembre | 16:00   |
| Platense                | 1 - 2     | Guillermo Brown  | Ciudad de Vicente López       | 8 de septiembre | 16:00   |
| Agropecuario            | 0 - 0     | San Martín (SJ)  | Ofelia Rosenzuaig             | 8 de septiembre | 16:00   |
| Independiente Rivadavia | 4 - 1     | Nueva Chicago    | Bautista Gargantini           | 8 de septiembre | 17:30   |

| Fecha 5          | Fecha 5   | Fecha 5                 | Fecha 5                             | Fecha 5          | Fecha 5 |
| Local            | Resultado | Visitante               | Estadio                             | Fecha            | Hora    |
| ---------------- | --------- | ----------------------- | ----------------------------------- | ---------------- | ------- |
| Belgrano         | 3 - 1     | Temperley               | Gigante de Alberdi                  | 12 de septiembre | 21:05   |
| Estudiantes (RC) | 2 - 1     | Ferro Carril Oeste      | Antonio Candini                     | 13 de septiembre | 19:10   |
| Estudiantes (BA) | 1 - 0     | Deportivo Morón         | Ciudad de Caseros                   | 13 de septiembre | 21:10   |
| Alvarado         | 2 - 0     | Platense                | José María Minella                  | 14 de septiembre | 15:30   |
| Nueva Chicago    | 2 - 2     | Atlanta                 | Nueva Chicago                       | 14 de septiembre | 17:05   |
| Guillermo Brown  | 1 - 0     | Independiente Rivadavia | Raúl Conti                          | 15 de septiembre | 11:00   |
| Mitre (SdE)      | 2 - 1     | Agropecuario            | Doctores José y Antonio Castiglione | 15 de septiembre | 16:00   |
| San Martín (SJ)  | 0 - 0     | Barracas Central        | Ingeniero Hilario Sánchez           | 15 de septiembre | 17:00   |

| Fecha 6                 | Fecha 6   | Fecha 6          | Fecha 6                       | Fecha 6          | Fecha 6 |
| Local                   | Resultado | Visitante        | Estadio                       | Fecha            | Hora    |
| ----------------------- | --------- | ---------------- | ----------------------------- | ---------------- | ------- |
| Ferro Carril Oeste      | 2 - 1     | Nueva Chicago    | Arquitecto Ricardo Etcheverri | 20 de septiembre | 21:10   |
| Temperley               | 1 - 2     | Estudiantes (BA) | Alfredo Beranger              | 21 de septiembre | 13:05   |
| Atlanta                 | 2 - 1     | Guillermo Brown  | Don León Kolbowsky            | 21 de septiembre | 15:30   |
| Deportivo Morón         | 1 - 1     | San Martín (SJ)  | Nuevo Francisco Urbano        | 22 de septiembre | 15:30   |
| Estudiantes (RC)        | 0 - 0     | Mitre (SdE)      | Antonio Candini               | 22 de septiembre | 16:00   |
| Independiente Rivadavia | 3 - 2     | Alvarado         | Bautista Gargantini           | 22 de septiembre | 20:00   |
| Platense                | 1 - 4     | Belgrano         | Ciudad de Vicente López       | 23 de septiembre | 21:10   |
| Barracas Central        | 1 - 0     | Agropecuario     | Claudio Chiqui Tapia          | 25 de septiembre | 15:30   |

| Fecha 7          | Fecha 7   | Fecha 7                 | Fecha 7                             | Fecha 7          | Fecha 7 |
| Local            | Resultado | Visitante               | Estadio                             | Fecha            | Hora    |
| ---------------- | --------- | ----------------------- | ----------------------------------- | ---------------- | ------- |
| Alvarado         | 1 - 2     | Atlanta                 | José María Minella                  | 26 de septiembre | 20:00   |
| Nueva Chicago    | 1 - 1     | Estudiantes (RC)        | Nueva Chicago                       | 27 de septiembre | 16:05   |
| Guillermo Brown  | 2 - 0     | Ferro Carril Oeste      | Raúl Conti                          | 29 de septiembre | 11:00   |
| Belgrano         | 2 - 2     | Independiente Rivadavia | Gigante de Alberdi                  | 29 de septiembre | 17:30   |
| San Martín (SJ)  | 1 - 2     | Temperley               | Ingeniero Hilario Sánchez           | 29 de septiembre | 19:00   |
| Estudiantes (BA) | 1 - 2     | Platense                | Ciudad de Caseros                   | 30 de septiembre | 21:10   |
| Agropecuario     | 0 - 1     | Deportivo Morón         | Ofelia Rosenzuaig                   | 1 de octubre     | 19:30   |
| Mitre (SdE)      | 4 - 2     | Barracas Central        | Doctores José y Antonio Castiglione | 2 de octubre     | 22:00   |

| Fecha 8                 | Fecha 8   | Fecha 8          | Fecha 8                       | Fecha 8      | Fecha 8 |
| Local                   | Resultado | Visitante        | Estadio                       | Fecha        | Hora    |
| ----------------------- | --------- | ---------------- | ----------------------------- | ------------ | ------- |
| Atlanta                 | 4 - 2     | Belgrano         | Don León Kolbowsky            | 4 de octubre | 21:10   |
| Estudiantes (RC)        | 3 - 1     | Guillermo Brown  | Antonio Candini               | 4 de octubre | 21:30   |
| Platense                | 0 - 1     | San Martín (SJ)  | Ciudad de Vicente López       | 5 de octubre | 18:10   |
| Deportivo Morón         | 1 - 0     | Barracas Central | Nuevo Francisco Urbano        | 6 de octubre | 15:30   |
| Temperley               | 0 - 0     | Agropecuario     | Alfredo Beranger              | 6 de octubre | 17:00   |
| Independiente Rivadavia | 0 - 2     | Estudiantes (BA) | Bautista Gargantini           | 6 de octubre | 17:00   |
| Nueva Chicago           | 0 - 0     | Mitre (SdE)      | Nueva Chicago                 | 7 de octubre | 15:35   |
| Ferro Carril Oeste      | 1 - 0     | Alvarado         | Arquitecto Ricardo Etcheverri | 7 de octubre | 21:10   |

| Fecha 9          | Fecha 9   | Fecha 9                 | Fecha 9                             | Fecha 9       | Fecha 9 |
| Local            | Resultado | Visitante               | Estadio                             | Fecha         | Hora    |
| ---------------- | --------- | ----------------------- | ----------------------------------- | ------------- | ------- |
| Estudiantes (BA) | 1 - 2     | Atlanta                 | Ciudad de Caseros                   | 12 de octubre | 18:00   |
| Belgrano         | 2 - 2     | Ferro Carril Oeste      | Gigante de Alberdi                  | 12 de octubre | 18:40   |
| Guillermo Brown  | 2 - 0     | Nueva Chicago           | Raúl Conti                          | 13 de octubre | 16:00   |
| Alvarado         | 3 - 2     | Estudiantes (RC)        | José María Minella                  | 13 de octubre | 17:30   |
| San Martín (SJ)  | 3 - 1     | Independiente Rivadavia | Ingeniero Hilario Sánchez           | 13 de octubre | 18:10   |
| Mitre (SdE)      | 1 - 1     | Deportivo Morón         | Doctores José y Antonio Castiglione | 13 de octubre | 21:30   |
| Agropecuario     | 0 - 2     | Platense                | Ofelia Rosenzuaig                   | 14 de octubre | 17:10   |
| Barracas Central | 0 - 1     | Temperley               | Claudio Chiqui Tapia                | 16 de octubre | 15:30   |

| Fecha 10                | Fecha 10  | Fecha 10         | Fecha 10                      | Fecha 10      | Fecha 10 |
| Local                   | Resultado | Visitante        | Estadio                       | Fecha         | Hora     |
| ----------------------- | --------- | ---------------- | ----------------------------- | ------------- | -------- |
| Nueva Chicago           | 0 - 1     | Alvarado         | Nueva Chicago                 | 19 de octubre | 15:30    |
| Estudiantes (RC)        | 1 - 1     | Belgrano         | Antonio Candini               | 19 de octubre | 17:10    |
| Guillermo Brown         | 0 - 1     | Mitre (SdE)      | Raúl Conti                    | 20 de octubre | 11:00    |
| Atlanta                 | 3 - 1     | San Martín (SJ)  | Don León Kolbowsky            | 20 de octubre | 15:30    |
| Independiente Rivadavia | 1 - 1     | Agropecuario     | Bautista Gargantini           | 20 de octubre | 18:30    |
| Ferro Carril Oeste      | 1 - 0     | Estudiantes (BA) | Arquitecto Ricardo Etcheverri | 21 de octubre | 21:10    |
| Temperley               | 3 - 0     | Deportivo Morón  | Alfredo Beranger              | 28 de octubre | 18:10    |
| Platense                | 1 - 0     | Barracas Central | Ciudad de Vicente López       | 29 de octubre | 18:10    |

| Fecha 11         | Fecha 11  | Fecha 11                | Fecha 11                            | Fecha 11       | Fecha 11 |
| Local            | Resultado | Visitante               | Estadio                             | Fecha          | Hora     |
| ---------------- | --------- | ----------------------- | ----------------------------------- | -------------- | -------- |
| San Martín (SJ)  | 1 - 0     | Ferro Carril Oeste      | Ingeniero Hilario Sánchez           | 1 de noviembre | 21:30    |
| Estudiantes (BA) | 0 - 1     | Estudiantes (RC)        | Ciudad de Caseros                   | 2 de noviembre | 15:10    |
| Agropecuario     | 2 - 2     | Atlanta                 | Ofelia Rosenzuaig                   | 2 de noviembre | 17:00    |
| Belgrano         | 1 - 1     | Nueva Chicago           | Gigante de Alberdi                  | 2 de noviembre | 17:10    |
| Barracas Central | 1 - 0     | Independiente Rivadavia | Claudio Chiqui Tapia                | 3 de noviembre | 15:30    |
| Alvarado         | 0 - 0     | Guillermo Brown         | José María Minella                  | 3 de noviembre | 17:30    |
| Mitre (SdE)      | 0 - 1     | Temperley               | Doctores José y Antonio Castiglione | 3 de noviembre | 21:00    |
| Deportivo Morón  | 0 - 1     | Platense                | Nuevo Francisco Urbano              | 4 de noviembre | 21:10    |

| Fecha 12                | Fecha 12  | Fecha 12         | Fecha 12                      | Fecha 12        | Fecha 12 |
| Local                   | Resultado | Visitante        | Estadio                       | Fecha           | Hora     |
| ----------------------- | --------- | ---------------- | ----------------------------- | --------------- | -------- |
| Estudiantes (RC)        | 0 - 1     | San Martín (SJ)  | Antonio Candini               | 8 de noviembre  | 21:30    |
| Nueva Chicago           | 2 - 1     | Estudiantes (BA) | Nueva Chicago                 | 9 de noviembre  | 13:10    |
| Ferro Carril Oeste      | 0 - 1     | Agropecuario     | Arquitecto Ricardo Etcheverri | 9 de noviembre  | 16:00    |
| Alvarado                | 2 - 0     | Mitre (SdE)      | José María Minella            | 9 de noviembre  | 20:00    |
| Platense                | 0 - 1     | Temperley        | Ciudad de Vicente López       | 9 de noviembre  | 20:10    |
| Atlanta                 | 1 - 1     | Barracas Central | Don León Kolbowsky            | 10 de noviembre | 14:30    |
| Guillermo Brown         | 2 - 1     | Belgrano         | Raúl Conti                    | 10 de noviembre | 15:45    |
| Independiente Rivadavia | 2 - 1     | Deportivo Morón  | Bautista Gargantini           | 10 de noviembre | 18:00    |

| Fecha 13         | Fecha 13  | Fecha 13                | Fecha 13                            | Fecha 13        | Fecha 13 |
| Local            | Resultado | Visitante               | Estadio                             | Fecha           | Hora     |
| ---------------- | --------- | ----------------------- | ----------------------------------- | --------------- | -------- |
| Belgrano         | 2 - 2     | Alvarado                | Gigante de Alberdi                  | 15 de noviembre | 20:00    |
| San Martín (SJ)  | 1 - 0     | Nueva Chicago           | Ingeniero Hilario Sánchez           | 15 de noviembre | 21:30    |
| Agropecuario     | 1 - 2     | Estudiantes (RC)        | Ofelia Rosenzuaig                   | 16 de noviembre | 18:00    |
| Temperley        | 2 - 0     | Independiente Rivadavia | Alfredo Beranger                    | 17 de noviembre | 21:15    |
| Mitre (SdE)      | 0 - 1     | Platense                | Doctores José y Antonio Castiglione | 18 de noviembre | 22:00    |
| Barracas Central | 0 - 0     | Ferro Carril Oeste      | Claudio Chiqui Tapia                | 19 de noviembre | 17:00    |
| Deportivo Morón  | 1 - 0     | Atlanta                 | Nuevo Francisco Urbano              | 19 de noviembre | 21:10    |
| Estudiantes (BA) | 1 - 1     | Guillermo Brown         | Ciudad de Caseros                   | 8 de diciembre  | 17:10    |

| Fecha 14                | Fecha 14  | Fecha 14         | Fecha 14                      | Fecha 14        | Fecha 14 |
| Local                   | Resultado | Visitante        | Estadio                       | Fecha           | Hora     |
| ----------------------- | --------- | ---------------- | ----------------------------- | --------------- | -------- |
| Nueva Chicago           | 1 - 3     | Agropecuario     | Nueva Chicago                 | 23 de noviembre | 17:00    |
| Alvarado                | 4 - 2     | Estudiantes (BA) | José María Minella            | 23 de noviembre | 20:30    |
| Belgrano                | 1 - 1     | Mitre (SdE)      | Gigante de Alberdi            | 23 de noviembre | 21:10    |
| Guillermo Brown         | 0 - 0     | San Martín (SJ)  | Raúl Conti                    | 24 de noviembre | 17:00    |
| Ferro Carril Oeste      | 1 - 0     | Deportivo Morón  | Arquitecto Ricardo Etcheverri | 24 de noviembre | 19:00    |
| Independiente Rivadavia | 4 - 1     | Platense         | Bautista Gargantini           | 24 de noviembre | 20:00    |
| Estudiantes (RC)        | 0 - 0     | Barracas Central | Antonio Candini               | 25 de noviembre | 17:10    |
| Atlanta                 | 1 - 1     | Temperley        | Don León Kolbowsky            | 26 de noviembre | 21:10    |

| Fecha 15         | Fecha 15  | Fecha 15                | Fecha 15                            | Fecha 15        | Fecha 15 |
| Local            | Resultado | Visitante               | Estadio                             | Fecha           | Hora     |
| ---------------- | --------- | ----------------------- | ----------------------------------- | --------------- | -------- |
| Estudiantes (BA) | 0 - 0     | Belgrano                | Ciudad de Caseros                   | 30 de noviembre | 19:10    |
| Deportivo Morón  | 1 - 3     | Estudiantes (RC)        | Nuevo Francisco Urbano              | 1 de diciembre  | 17:00    |
| Barracas Central | 2 - 1     | Nueva Chicago           | Claudio Chiqui Tapia                | 1 de diciembre  | 17:00    |
| Agropecuario     | 3 - 0     | Guillermo Brown         | Ofelia Rosenzuaig                   | 1 de diciembre  | 19:00    |
| Platense         | 2 - 1     | Atlanta                 | Ciudad de Vicente López             | 2 de diciembre  | 21:10    |
| San Martín (SJ)  | 1 - 1     | Alvarado                | Ingeniero Hilario Sánchez           | 2 de diciembre  | 21:30    |
| Mitre (SdE)      | 0 - 0     | Independiente Rivadavia | Doctores José y Antonio Castiglione | 2 de diciembre  | 21:30    |
| Temperley        | 0 - 1     | Ferro Carril Oeste      | Alfredo Beranger                    | 3 de diciembre  | 21:10    |

1. ↑  Suspendido por las condiciones climáticas. Se jugó el 28 de octubre, a partir de las 21:10.
2. ↑  Postergado por la participación de Estudiantes (BA) en la Copa Argentina 2018-19. Se programó para el 8 de diciembre, a partir de las 17:10.

#### Segunda rueda
| Fecha 16                | Fecha 16  | Fecha 16           | Fecha 16                  | Fecha 16     | Fecha 16 |
| Local                   | Resultado | Visitante          | Estadio                   | Fecha        | Hora     |
| ----------------------- | --------- | ------------------ | ------------------------- | ------------ | -------- |
| Barracas Central        | 1 - 1     | Guillermo Brown    | Claudio Chiqui Tapia      | 7 de febrero | 17:05    |
| Temperley               | 0 - 0     | Estudiantes (RC)   | Alfredo Beranger          | 7 de febrero | 21:00    |
| Estudiantes (BA)        | 3 - 2     | Mitre (SdE)        | Ciudad de Caseros         | 8 de febrero | 17:30    |
| Platense                | 0 - 3     | Ferro Carril Oeste | Ciudad de Vicente López   | 8 de febrero | 19:05    |
| San Martín (SJ)         | 0 - 1     | Belgrano           | Ingeniero Hilario Sánchez | 8 de febrero | 20:00    |
| Deportivo Morón         | 0 - 0     | Nueva Chicago      | Nuevo Francisco Urbano    | 9 de febrero | 17:05    |
| Agropecuario            | 1 - 0     | Alvarado           | Ofelia Rosenzuaig         | 9 de febrero | 19:00    |
| Independiente Rivadavia | 0 - 1     | Atlanta            | Bautista Gargantini       | 9 de febrero | 20:00    |

| Fecha 17           | Fecha 17  | Fecha 17                | Fecha 17                            | Fecha 17      | Fecha 17 |
| Local              | Resultado | Visitante               | Estadio                             | Fecha         | Hora     |
| ------------------ | --------- | ----------------------- | ----------------------------------- | ------------- | -------- |
| Estudiantes (BA)   | 5 - 3     | San Martín (SJ)         | Ciudad de Caseros                   | 15 de febrero | 17:30    |
| Ferro Carril Oeste | 1 - 0     | Independiente Rivadavia | Arquitecto Ricardo Etcheverri       | 15 de febrero | 20:00    |
| Alvarado           | 2 - 0     | Barracas Central        | José María Minella                  | 15 de febrero | 21:00    |
| Mitre (SdE)        | 0 - 1     | Atlanta                 | Doctores José y Antonio Castiglione | 15 de febrero | 21:30    |
| Guillermo Brown    | 1 - 2     | Deportivo Morón         | Raúl Conti                          | 16 de febrero | 17:00    |
| Nueva Chicago      | 1 - 1     | Temperley               | Nueva Chicago                       | 16 de febrero | 17:30    |
| Belgrano           | 1 - 1     | Agropecuario            | Gigante de Alberdi                  | 16 de febrero | 19:00    |
| Estudiantes (RC)   | 3 - 2     | Platense                | Antonio Candini                     | 17 de febrero | 21:10    |

| Fecha 18                | Fecha 18  | Fecha 18           | Fecha 18                  | Fecha 18      | Fecha 18 |
| Local                   | Resultado | Visitante          | Estadio                   | Fecha         | Hora     |
| ----------------------- | --------- | ------------------ | ------------------------- | ------------- | -------- |
| Barracas Central        | 2 - 3     | Belgrano           | Claudio Chiqui Tapia      | 22 de febrero | 17:00    |
| Independiente Rivadavia | 0 - 0     | Estudiantes (RC)   | Omar Higinio Sperdutti    | 22 de febrero | 17:00    |
| Agropecuario            | 0 - 1     | Estudiantes (BA)   | Ofelia Rosenzuaig         | 22 de febrero | 19:00    |
| Deportivo Morón         | 1 - 0     | Alvarado           | Nuevo Francisco Urbano    | 22 de febrero | 21:00    |
| Atlanta                 | 2 - 1     | Ferro Carril Oeste | Don León Kolbowsky        | 22 de febrero | 21:40    |
| San Martín (SJ)         | 0 - 0     | Mitre (SdE)        | Ingeniero Hilario Sánchez | 23 de febrero | 19:00    |
| Platense                | 0 - 1     | Nueva Chicago      | Ciudad de Vicente López   | 24 de febrero | 17:05    |
| Temperley               | 1 - 3     | Guillermo Brown    | Alfredo Beranger          | 24 de febrero | 19:10    |

| Fecha 19         | Fecha 19  | Fecha 19                | Fecha 19                            | Fecha 19      | Fecha 19 |
| Local            | Resultado | Visitante               | Estadio                             | Fecha         | Hora     |
| ---------------- | --------- | ----------------------- | ----------------------------------- | ------------- | -------- |
| Belgrano         | 1 - 0     | Deportivo Morón         | Gigante de Alberdi                  | 29 de febrero | 19:05    |
| Alvarado         | 0 - 2     | Temperley               | José María Minella                  | 29 de febrero | 21:05    |
| Estudiantes (BA) | 2 - 0     | Barracas Central        | Ciudad de Caseros                   | 1 de marzo    | 17:00    |
| Guillermo Brown  | 1 - 1     | Platense                | Raúl Conti                          | 1 de marzo    | 17:00    |
| San Martín (SJ)  | 3 - 2     | Agropecuario            | Ingeniero Hilario Sánchez           | 1 de marzo    | 19:00    |
| Mitre (SdE)      | 0 - 1     | Ferro Carril Oeste      | Doctores José y Antonio Castiglione | 1 de marzo    | 19:05    |
| Estudiantes (RC) | 1 - 0     | Atlanta                 | Antonio Candini                     | 1 de marzo    | 21:10    |
| Nueva Chicago    | 1 - 1     | Independiente Rivadavia | Juan Pasquale                       | 2 de marzo    | 17:00    |

| Fecha 20                | Fecha 20  | Fecha 20         | Fecha 20                      | Fecha 20   | Fecha 20 |
| Local                   | Resultado | Visitante        | Estadio                       | Fecha      | Hora     |
| ----------------------- | --------- | ---------------- | ----------------------------- | ---------- | -------- |
| Platense                | 0 - 2     | Alvarado         | Ciudad de Vicente López       | 6 de marzo | 21:00    |
| Agropecuario            | 2 - 0     | Mitre (SdE)      | Ofelia Rosenzuaig             | 7 de marzo | 17:00    |
| Deportivo Morón         | 1 - 0     | Estudiantes (BA) | Nuevo Francisco Urbano        | 7 de marzo | 17:00    |
| Atlanta                 | 2 - 0     | Nueva Chicago    | Don León Kolbowsky            | 8 de marzo | 17:10    |
| Temperley               | 1 - 1     | Belgrano         | Alfredo Beranger              | 8 de marzo | 21:00    |
| Independiente Rivadavia | 0 - 0     | Guillermo Brown  | Omar Higinio Sperdutti        | 9 de marzo | 17:00    |
| Barracas Central        | 2 - 0     | San Martín (SJ)  | Claudio Chiqui Tapia          | 9 de marzo | 17:00    |
| Ferro Carril Oeste      | 2 - 1     | Estudiantes (RC) | Arquitecto Ricardo Etcheverri | 9 de marzo | 21:10    |

| Fecha 21         | Fecha 21  | Fecha 21                | Fecha 21                            | Fecha 21    | Fecha 21 |
| Local            | Resultado | Visitante               | Estadio                             | Fecha       | Hora     |
| ---------------- | --------- | ----------------------- | ----------------------------------- | ----------- | -------- |
| Estudiantes (BA) | 2 - 2     | Temperley               | Ciudad de Caseros                   | 14 de marzo | 16:00    |
| Mitre (SdE)      | 0 - 0     | Estudiantes (RC)        | Doctores José y Antonio Castiglione | 14 de marzo | 17:00    |
| Alvarado         | 0 - 3     | Independiente Rivadavia | José María Minella                  | 14 de marzo | 19:30    |
| Nueva Chicago    | 1 - 1     | Ferro Carril Oeste      | Juan Pasquale                       | 15 de marzo | 15:05    |
| Guillermo Brown  | 0 - 0     | Atlanta                 | Raúl Conti                          | 15 de marzo | 17:05    |
| San Martín (SJ)  | 0 - 2     | Deportivo Morón         | Ingeniero Hilario Sánchez           | 15 de marzo | 17:45    |
| Belgrano         | 1 - 1     | Platense                | Gigante de Alberdi                  | 15 de marzo | 19:10    |
| Agropecuario     | 2 - 0     | Barracas Central        | Ofelia Rosenzuaig                   | 16 de marzo | 20:00    |

1. ↑  Suspendido a los 6 minutos del primer tiempo por incidentes, con el resultado 0 a 0. Aunque el Tribunal de Disciplina primero había decretado que debía continuarse y un descuento de 1 punto a Independiente Rivadavia, finalmente se lo dieron por ganado por 1 a 0 a Atlanta y se anuló el descuento de puntos.[37]

## Zona B

### Tabla de posiciones final
| Pos. | Equipo                 | Pts. | PJ | PG | PE | PP | GF | GC | Dif. |
| ---- | ---------------------- | ---- | -- | -- | -- | -- | -- | -- | ---- |
| 01.º | San Martín (T)         | 44   | 21 | 13 | 5  | 3  | 33 | 13 | 20   |
| 02.º | Defensores de Belgrano | 41   | 21 | 11 | 8  | 2  | 25 | 13 | 12   |
| 03.º | Sarmiento (J)          | 34   | 20 | 9  | 7  | 4  | 31 | 21 | 10   |
| 04.º | Deportivo Riestra      | 33   | 21 | 8  | 9  | 4  | 15 | 14 | 1    |
| 05.º | Tigre                  | 28   | 20 | 8  | 4  | 8  | 24 | 21 | 3    |
| 06.º | Atlético de Rafaela    | 28   | 21 | 7  | 7  | 7  | 27 | 30 | −3   |
| 07.º | Gimnasia y Esgrima (M) | 27   | 20 | 7  | 6  | 7  | 20 | 20 | 0    |
| 08.º | Villa Dálmine          | 26   | 21 | 7  | 5  | 9  | 19 | 18 | 1    |
| 09.º | Instituto              | 25   | 21 | 6  | 7  | 8  | 26 | 24 | 2    |
| 10.º | Brown de Adrogué       | 24   | 21 | 5  | 9  | 7  | 18 | 22 | −4   |
| 11.º | Quilmes                | 24   | 21 | 5  | 9  | 7  | 19 | 24 | −5   |
| 12.º | Chacarita Juniors      | 24   | 21 | 6  | 6  | 9  | 15 | 26 | −11  |
| 13.º | Almagro                | 23   | 21 | 5  | 8  | 8  | 13 | 20 | −7   |
| 14.º | All Boys               | 22   | 21 | 5  | 7  | 9  | 17 | 23 | −6   |
| 15.º | Ramón Santamarina      | 20   | 20 | 4  | 8  | 8  | 15 | 19 | −4   |
| 16.º | Gimnasia y Esgrima (J) | 19   | 21 | 4  | 7  | 10 | 13 | 22 | −9   |

|  | El equipo que ocupara esta posición al finalizar la disputa habría jugado la final por el título de campeón.                                 |
|  | Los equipos que ocuparan estas posiciones al finalizar la disputa habrían jugado la primera fase del torneo reducido por el segundo ascenso. |
|  | El equipo que ocupara esta posición al finalizar la disputa habría descendido a la tercera categoría.                                        |

#### Evolución de las posiciones

##### Primera rueda
| Equipo / Fecha         | 1    | 2    | 3    | 4    | 5    | 6    | 7    | 8    | 9    | 10   | 11   | 12   | 13   | 14   | 15   |
| ---------------------- | ---- | ---- | ---- | ---- | ---- | ---- | ---- | ---- | ---- | ---- | ---- | ---- | ---- | ---- | ---- |
| All Boys               | 06.º | 14.º | 16.º | 16.º | 16.º | 14.º | 15.º | 14.º | 14.º | 16.º | 15.º | 16.º | 16.º | 16.º | 16.º |
| Almagro                | -    | 15.º | 13.º | 14.º | 14.º | 15.º | 16.º | 16.º | 16.º | 15.º | 16.º | 14.º | 15.º | 12.º | 15.º |
| Atlético de Rafaela    | 04.º | 10.º | 11.º | 13.º | 11.º | 11.º | 09.º | 09.º | 05.º | 07.º | 05.º | 05.º | 06.º | 07.º | 06.º |
| Brown de Adrogué       | 04.º | 03.º | 07.º | 11.º | 13.º | 13.º | 14.º | 12.º | 12.º | 14.º | 14.º | 15.º | 12.º | 14.º | 14.º |
| Chacarita Juniors      | 06.º | 11.º | 15.º | 15.º | 15.º | 16.º | 12.º | 15.º | 15.º | 13.º | 12.º | 12.º | 13.º | 11.º | 12.º |
| Defensores de Belgrano | 06.º | 12.º | 12.º | 09.º | 06.º | 03.º | 04.º | 04.º | 03.º | 04.º | 03.º | 03.º | 03.º | 03.º | 03.º |
| Deportivo Riestra      | 02.º | 01.º | 02.º | 07.º | 03.º | 07.º | 06.º | 06.º | 06.º | 03.º | 04.º | 04.º | 04.º | 04.º | 05.º |
| Gimnasia y Esgrima (J) | 14.º | 08.º | 05.º | 06.º | 10.º | 09.º | 10.º | 10.º | 13.º | 11.º | 09.º | 11.º | 11.º | 09.º | 09.º |
| Gimnasia y Esgrima (M) | 06.º | 05.º | 06.º | 10.º | 12.º | 12.º | 13.º | 13.º | 11.º | 12.º | 11.º | 10.º | 07.º | 10.º | 10.º |
| Instituto              | 16.º | 16.º | 14.º | 12.º | 08.º | 05.º | 05.º | 05.º | 07.º | 06.º | 08.º | 06.º | 08.º | 08.º | 07.º |
| Quilmes                | 02.º | 01.º | 02.º | 02.º | 02.º | 02.º | 03.º | 03.º | 04.º | 05.º | 07.º | 09.º | 10.º | 13.º | 11.º |
| Ramón Santamarina      | 06.º | 12.º | 08.º | 03.º | 04.º | 08.º | 08.º | 08.º | 08.º | 08.º | 13.º | 13.º | 14.º | 15.º | 13.º |
| San Martín (T)         | -    | 07.º | 10.º | 08.º | 09.º | 06.º | 02.º | 02.º | 02.º | 01.º | 01.º | 01.º | 01.º | 01.º | 01.º |
| Sarmiento (J)          | 06.º | 04.º | 01.º | 01.º | 01.º | 01.º | 01.º | 01.º | 01.º | 02.º | 02.º | 02.º | 02.º | 02.º | 02.º |
| Tigre                  | 14.º | 08.º | 04.º | 05.º | 05.º | 10.º | 10.º | 11.º | 09.º | 09.º | 10.º | 07.º | 09.º | 05.º | 04.º |
| Villa Dálmine          | 01.º | 06.º | 09.º | 03.º | 07.º | 04.º | 07.º | 07.º | 10.º | 10.º | 06.º | 08.º | 05.º | 06.º | 08.º |

| 1. 2. |

##### Segunda rueda
| Equipo / Fecha         | 16   | 17   | 18   | 19   | 20   | 21   |
| ---------------------- | ---- | ---- | ---- | ---- | ---- | ---- |
| All Boys               | 16.º | 16.º | 16.º | 15.º | 11.º | 14.º |
| Almagro                | 14.º | 15.º | 15.º | 14.º | 15.º | 13.º |
| Atlético de Rafaela    | 05.º | 06.º | 06.º | 06.º | 08.º | 06.º |
| Brown de Adrogué       | 15.º | 11.º | 12.º | 13.º | 12.º | 10.º |
| Chacarita Juniors      | 12.º | 13.º | 14.º | 11.º | 09.º | 12.º |
| Defensores de Belgrano | 03.º | 03.º | 02.º | 02.º | 02.º | 02.º |
| Deportivo Riestra      | 04.º | 04.º | 04.º | 04.º | 04.º | 04.º |
| Gimnasia y Esgrima (J) | 10.º | 12.º | 13.º | 16.º | 16.º | 16.º |
| Gimnasia y Esgrima (M) | 11.º | 09.º | 09.º | 07.º | 06.º | 07.º |
| Instituto              | 08.º | 08.º | 08.º | 09.º | 10.º | 09.º |
| Quilmes                | 09.º | 10.º | 10.º | 10.º | 13.º | 11.º |
| Ramón Santamarina      | 13.º | 14.º | 11.º | 12.º | 14.º | 15.º |
| San Martín (T)         | 01.º | 01.º | 01.º | 01.º | 01.º | 01.º |
| Sarmiento (J)          | 02.º | 02.º | 03.º | 03.º | 03.º | 03.º |
| Tigre                  | 06.º | 05.º | 05.º | 05.º | 05.º | 05.º |
| Villa Dálmine          | 07.º | 07.º | 07.º | 08.º | 07.º | 08.º |

| 1. 2. |

### Tabla de posiciones parcial de la primera rueda
Esta tabla fue usada para determinar los equipos clasificados a la Copa Argentina 2019-20, que son los que ocuparon los siete primeros lugares.
| Pos. | Equipo                 | Pts. | PJ | PG | PE | PP | GF | GC | Dif. |
| ---- | ---------------------- | ---- | -- | -- | -- | -- | -- | -- | ---- |
| 01.º | San Martín (T)         | 34   | 15 | 10 | 4  | 1  | 27 | 9  | 18   |
| 02.º | Sarmiento (J)          | 30   | 15 | 8  | 6  | 1  | 28 | 15 | 13   |
| 03.º | Defensores de Belgrano | 26   | 15 | 6  | 8  | 1  | 17 | 10 | 7    |
| 04.º | Tigre                  | 22   | 15 | 6  | 4  | 5  | 17 | 13 | 4    |
| 05.º | Deportivo Riestra      | 22   | 15 | 5  | 7  | 3  | 10 | 12 | −2   |
| 06.º | Atlético de Rafaela    | 21   | 15 | 5  | 6  | 4  | 19 | 17 | 2    |
| 07.º | Instituto              | 20   | 15 | 5  | 5  | 5  | 20 | 18 | 2    |
| 08.º | Villa Dálmine          | 18   | 15 | 5  | 3  | 7  | 13 | 11 | 2    |
| 09.º | Gimnasia y Esgrima (J) | 17   | 15 | 4  | 5  | 6  | 11 | 15 | −4   |
| 10.º | Gimnasia y Esgrima (M) | 17   | 15 | 4  | 5  | 6  | 9  | 15 | −6   |
| 11.º | Quilmes                | 16   | 15 | 3  | 7  | 5  | 13 | 17 | −4   |
| 12.º | Chacarita Juniors      | 16   | 15 | 4  | 4  | 7  | 10 | 21 | −11  |
| 13.º | Ramón Santamarina      | 15   | 15 | 3  | 6  | 6  | 12 | 15 | −3   |
| 14.º | Brown de Adrogué       | 15   | 15 | 3  | 6  | 6  | 13 | 17 | −4   |
| 15.º | Almagro                | 15   | 15 | 3  | 6  | 6  | 9  | 15 | −6   |
| 16.º | All Boys               | 12   | 15 | 2  | 6  | 7  | 8  | 16 | −8   |

|  | Clasificados a la Copa Argentina 2019-20. |

### Resultados

#### Primera rueda
| Fecha 1                | Fecha 1   | Fecha 1                | Fecha 1                       | Fecha 1      | Fecha 1 |
| Local                  | Resultado | Visitante              | Estadio                       | Fecha        | Hora    |
| ---------------------- | --------- | ---------------------- | ----------------------------- | ------------ | ------- |
| Chacarita Juniors      | 0 - 0     | All Boys               | Chacarita Juniors             | 15 de agosto | 21:10   |
| Brown de Adrogué       | 1 - 1     | Atlético de Rafaela    | Lorenzo Arandilla             | 17 de agosto | 12:00   |
| Sarmiento (J)          | 0 - 0     | Ramón Santamarina      | Eva Perón                     | 17 de agosto | 15:30   |
| Villa Dálmine          | 2 - 0     | Instituto              | El Coliseo de Mitre y Puccini | 17 de agosto | 15:30   |
| Almagro                | 0 - 1     | San Martín (T)         | Tres de Febrero               | 18 de agosto | 13:00   |
| Deportivo Riestra      | 2 - 1     | Gimnasia y Esgrima (J) | Guillermo Laza                | 18 de agosto | 15:30   |
| Gimnasia y Esgrima (M) | 0 - 0     | Defensores de Belgrano | Víctor Antonio Legrotaglie    | 18 de agosto | 16:00   |
| Tigre                  | 1 - 2     | Quilmes                | Monumental de Victoria        | 18 de agosto | 17:05   |

| Fecha 2                | Fecha 2   | Fecha 2                | Fecha 2                      | Fecha 2      | Fecha 2 |
| Local                  | Resultado | Visitante              | Estadio                      | Fecha        | Hora    |
| ---------------------- | --------- | ---------------------- | ---------------------------- | ------------ | ------- |
| Instituto              | 2 - 3     | Sarmiento (J)          | Juan Domingo Perón           | 22 de agosto | 19:15   |
| Atlético de Rafaela    | 1 - 2     | Tigre                  | Nuevo Monumental             | 23 de agosto | 19:05   |
| Gimnasia y Esgrima (J) | 2 - 1     | Chacarita Juniors      | 23 de agosto                 | 24 de agosto | 17:50   |
| Almagro                | 0 - 1     | Gimnasia y Esgrima (M) | Tres de Febrero              | 25 de agosto | 15:30   |
| All Boys               | 0 - 3     | Brown de Adrogué       | Islas Malvinas               | 25 de agosto | 15:30   |
| San Martín (T)         | 1 - 0     | Villa Dálmine          | La Ciudadela                 | 25 de agosto | 16:00   |
| Ramón Santamarina      | 0 - 1     | Deportivo Riestra      | Municipal General San Martín | 26 de agosto | 20:30   |
| Quilmes                | 1 - 0     | Defensores de Belgrano | Centenario                   | 26 de agosto | 21:00   |

| Fecha 3                | Fecha 3   | Fecha 3                | Fecha 3                       | Fecha 3         | Fecha 3 |
| Local                  | Resultado | Visitante              | Estadio                       | Fecha           | Hora    |
| ---------------------- | --------- | ---------------------- | ----------------------------- | --------------- | ------- |
| Chacarita Juniors      | 0 - 3     | Ramón Santamarina      | Chacarita Juniors             | 31 de agosto    | 11:35   |
| Tigre                  | 2 - 0     | All Boys               | Monumental de Victoria        | 31 de agosto    | 13:05   |
| Defensores de Belgrano | 2 - 2     | Atlético de Rafaela    | Juan Pasquale                 | 31 de agosto    | 15:30   |
| Brown de Adrogué       | 0 - 1     | Gimnasia y Esgrima (J) | Lorenzo Arandilla             | 31 de agosto    | 15:30   |
| Sarmiento (J)          | 3 - 1     | San Martín (T)         | Eva Perón                     | 31 de agosto    | 15:30   |
| Villa Dálmine          | 1 - 1     | Almagro                | El Coliseo de Mitre y Puccini | 1 de septiembre | 19:30   |
| Deportivo Riestra      | 0 - 0     | Instituto              | Guillermo Laza                | 2 de septiembre | 15:30   |
| Gimnasia y Esgrima (M) | 0 - 0     | Quilmes                | Víctor Antonio Legrotaglie    | 2 de septiembre | 21:05   |

| Fecha 4                | Fecha 4   | Fecha 4                | Fecha 4                       | Fecha 4         | Fecha 4 |
| Local                  | Resultado | Visitante              | Estadio                       | Fecha           | Hora    |
| ---------------------- | --------- | ---------------------- | ----------------------------- | --------------- | ------- |
| All Boys               | 0 - 1     | Defensores de Belgrano | Islas Malvinas                | 7 de septiembre | 13:05   |
| Almagro                | 0 - 0     | Sarmiento (J)          | Tres de Febrero               | 7 de septiembre | 15:05   |
| Villa Dálmine          | 2 - 0     | Gimnasia y Esgrima (M) | El Coliseo de Mitre y Puccini | 7 de septiembre | 15:30   |
| Instituto              | 1 - 0     | Chacarita Juniors      | Juan Domingo Perón            | 7 de septiembre | 20:00   |
| San Martín (T)         | 2 - 0     | Deportivo Riestra      | La Ciudadela                  | 8 de septiembre | 16:00   |
| Gimnasia y Esgrima (J) | 0 - 0     | Tigre                  | 23 de agosto                  | 8 de septiembre | 21:05   |
| Ramón Santamarina      | 2 - 1     | Brown de Adrogué       | Municipal General San Martín  | 9 de septiembre | 20:30   |
| Atlético de Rafaela    | 0 - 0     | Quilmes                | Nuevo Monumental              | 9 de septiembre | 21:05   |

| Fecha 5                | Fecha 5   | Fecha 5                | Fecha 5                    | Fecha 5          | Fecha 5 |
| Local                  | Resultado | Visitante              | Estadio                    | Fecha            | Hora    |
| ---------------------- | --------- | ---------------------- | -------------------------- | ---------------- | ------- |
| Defensores de Belgrano | 3 - 2     | Gimnasia y Esgrima (J) | Juan Pasquale              | 14 de septiembre | 15:30   |
| Sarmiento (J)          | 1 - 0     | Villa Dálmine          | Eva Perón                  | 14 de septiembre | 15:30   |
| Brown de Adrogué       | 0 - 3     | Instituto              | Lorenzo Arandilla          | 14 de septiembre | 15:30   |
| Quilmes                | 3 - 1     | All Boys               | Centenario                 | 14 de septiembre | 21:00   |
| Gimnasia y Esgrima (M) | 1 - 2     | Atlético de Rafaela    | Víctor Antonio Legrotaglie | 15 de septiembre | 16:00   |
| Deportivo Riestra      | 1 - 0     | Almagro                | Guillermo Laza             | 16 de septiembre | 15:30   |
| Tigre                  | 1 - 1     | Ramón Santamarina      | Monumental de Victoria     | 16 de septiembre | 21:10   |
| Chacarita Juniors      | 2 - 2     | San Martín (T)         | Chacarita Juniors          | 17 de septiembre | 21:10   |

| Fecha 6                | Fecha 6   | Fecha 6                | Fecha 6                       | Fecha 6          | Fecha 6 |
| Local                  | Resultado | Visitante              | Estadio                       | Fecha            | Hora    |
| ---------------------- | --------- | ---------------------- | ----------------------------- | ---------------- | ------- |
| Gimnasia y Esgrima (J) | 0 - 0     | Quilmes                | 23 de agosto                  | 19 de septiembre | 21:10   |
| All Boys               | 2 - 1     | Atlético de Rafaela    | Islas Malvinas                | 21 de septiembre | 15:30   |
| Almagro                | 0 - 0     | Chacarita Juniors      | Tres de Febrero               | 21 de septiembre | 15:30   |
| Villa Dálmine          | 3 - 0     | Deportivo Riestra      | El Coliseo de Mitre y Puccini | 21 de septiembre | 15:30   |
| San Martín (T)         | 2 - 0     | Brown de Adrogué       | La Ciudadela                  | 22 de septiembre | 16:00   |
| Sarmiento (J)          | 4 - 1     | Gimnasia y Esgrima (M) | Eva Perón                     | 23 de septiembre | 20:15   |
| Ramón Santamarina      | 1 - 2     | Defensores de Belgrano | Municipal General San Martín  | 23 de septiembre | 20:30   |
| Instituto              | 3 - 0     | Tigre                  | Juan Domingo Perón            | 24 de septiembre | 21:10   |

| Fecha 7                | Fecha 7   | Fecha 7                | Fecha 7                    | Fecha 7          | Fecha 7 |
| Local                  | Resultado | Visitante              | Estadio                    | Fecha            | Hora    |
| ---------------------- | --------- | ---------------------- | -------------------------- | ---------------- | ------- |
| Atlético de Rafaela    | 2 - 0     | Gimnasia y Esgrima (J) | Nuevo Monumental           | 27 de septiembre | 21:00   |
| Chacarita Juniors      | 1 - 0     | Villa Dálmine          | Chacarita Juniors          | 28 de septiembre | 12:00   |
| Defensores de Belgrano | 1 - 1     | Instituto              | Juan Pasquale              | 28 de septiembre | 15:30   |
| Quilmes                | 0 - 0     | Ramón Santamarina      | Centenario                 | 28 de septiembre | 18:15   |
| Deportivo Riestra      | 2 - 2     | Sarmiento (J)          | Guillermo Laza             | 29 de septiembre | 15:30   |
| Brown de Adrogué       | 1 - 1     | Almagro                | Lorenzo Arandilla          | 30 de septiembre | 15:30   |
| Tigre                  | 0 - 1     | San Martín (T)         | Monumental de Victoria     | 30 de septiembre | 18:10   |
| Gimnasia y Esgrima (M) | 0 - 0     | All Boys               | Víctor Antonio Legrotaglie | 30 de septiembre | 21:00   |

| Fecha 8                | Fecha 8   | Fecha 8                | Fecha 8                       | Fecha 8        | Fecha 8 |
| Local                  | Resultado | Visitante              | Estadio                       | Fecha          | Hora    |
| ---------------------- | --------- | ---------------------- | ----------------------------- | -------------- | ------- |
| Instituto              | 1 - 1     | Quilmes                | Juan Domingo Perón            | 3 de octubre   | 21:10   |
| Villa Dálmine          | 1 - 2     | Brown de Adrogué       | El Coliseo de Mitre y Puccini | 5 de octubre   | 15:30   |
| Sarmiento (J)          | 5 - 1     | Chacarita Juniors      | Eva Perón                     | 5 de octubre   | 20:10   |
| San Martín (T)         | 0 - 0     | Defensores de Belgrano | La Ciudadela                  | 6 de octubre   | 15:30   |
| Gimnasia y Esgrima (J) | 0 - 0     | All Boys               | 23 de agosto                  | 6 de octubre   | 17:00   |
| Deportivo Riestra      | 0 - 0     | Gimnasia y Esgrima (M) | Guillermo Laza                | 7 de octubre   | 15:30   |
| Ramón Santamarina      | 1 - 1     | Atlético de Rafaela    | Municipal General San Martín  | 7 de octubre   | 20:30   |
| Almagro                | 0 - 3     | Tigre                  | Tres de Febrero               | 7 de diciembre | 19:10   |

| Fecha 9                | Fecha 9   | Fecha 9                | Fecha 9                    | Fecha 9       | Fecha 9 |
| Local                  | Resultado | Visitante              | Estadio                    | Fecha         | Hora    |
| ---------------------- | --------- | ---------------------- | -------------------------- | ------------- | ------- |
| Tigre                  | 1 - 0     | Villa Dálmine          | Monumental de Victoria     | 12 de octubre | 16:40   |
| All Boys               | 1 - 1     | Ramón Santamarina      | Islas Malvinas             | 13 de octubre | 15:30   |
| Brown de Adrogué       | 1 - 1     | Sarmiento (J)          | Lorenzo Arandilla          | 13 de octubre | 15:30   |
| Gimnasia y Esgrima (M) | 2 - 0     | Gimnasia y Esgrima (J) | Víctor Antonio Legrotaglie | 13 de octubre | 17:00   |
| Atlético de Rafaela    | 3 - 2     | Instituto              | Nuevo Monumental           | 14 de octubre | 20:00   |
| Quilmes                | 1 - 4     | San Martín (T)         | Centenario                 | 14 de octubre | 21:10   |
| Defensores de Belgrano | 1 - 1     | Almagro                | Juan Pasquale              | 15 de octubre | 15:30   |
| Chacarita Juniors      | 1 - 1     | Deportivo Riestra      | Chacarita Juniors          | 15 de octubre | 20:00   |

| Fecha 10          | Fecha 10  | Fecha 10               | Fecha 10                      | Fecha 10      | Fecha 10 |
| Local             | Resultado | Visitante              | Estadio                       | Fecha         | Hora     |
| ----------------- | --------- | ---------------------- | ----------------------------- | ------------- | -------- |
| San Martín (T)    | 3 - 0     | Atlético de Rafaela    | La Ciudadela                  | 20 de octubre | 17:00    |
| Almagro           | 2 - 1     | Quilmes                | Tres de Febrero               | 20 de octubre | 18:00    |
| Instituto         | 1 - 1     | All Boys               | Juan Domingo Perón            | 20 de octubre | 18:00    |
| Villa Dálmine     | 0 - 0     | Defensores de Belgrano | El Coliseo de Mitre y Puccini | 20 de octubre | 19:00    |
| Sarmiento (J)     | 1 - 1     | Tigre                  | Eva Perón                     | 20 de octubre | 20:00    |
| Deportivo Riestra | 1 - 0     | Brown de Adrogué       | Guillermo Laza                | 21 de octubre | 15:30    |
| Chacarita Juniors | 1 - 0     | Gimnasia y Esgrima (M) | Chacarita Juniors             | 21 de octubre | 20:00    |
| Ramón Santamarina | 0 - 0     | Gimnasia y Esgrima (J) | Municipal General San Martín  | 21 de octubre | 20:30    |

| Fecha 11               | Fecha 11  | Fecha 11          | Fecha 11                   | Fecha 11       | Fecha 11 |
| Local                  | Resultado | Visitante         | Estadio                    | Fecha          | Hora     |
| ---------------------- | --------- | ----------------- | -------------------------- | -------------- | -------- |
| Atlético de Rafaela    | 3 - 1     | Almagro           | Nuevo Monumental           | 1 de noviembre | 21:00    |
| All Boys               | 1 - 1     | San Martín (T)    | Islas Malvinas             | 2 de noviembre | 14:15    |
| Quilmes                | 1 - 2     | Villa Dálmine     | Centenario                 | 2 de noviembre | 15:30    |
| Brown de Adrogué       | 0 - 1     | Chacarita Juniors | Lorenzo Arandilla          | 2 de noviembre | 15:30    |
| Gimnasia y Esgrima (M) | 1 - 0     | Ramón Santamarina | Víctor Antonio Legrotaglie | 2 de noviembre | 17:00    |
| Defensores de Belgrano | 3 - 0     | Sarmiento (J)     | Juan Pasquale              | 3 de noviembre | 15:10    |
| Gimnasia y Esgrima (J) | 3 - 0     | Instituto         | 23 de agosto               | 3 de noviembre | 17:00    |
| Tigre                  | 0 - 0     | Deportivo Riestra | Monumental de Victoria     | 5 de noviembre | 21:10    |

| Fecha 12          | Fecha 12  | Fecha 12               | Fecha 12                      | Fecha 12        | Fecha 12 |
| Local             | Resultado | Visitante              | Estadio                       | Fecha           | Hora     |
| ----------------- | --------- | ---------------------- | ----------------------------- | --------------- | -------- |
| Sarmiento (J)     | 3 - 1     | Quilmes                | Eva Perón                     | 8 de noviembre  | 21:10    |
| Villa Dálmine     | 0 - 0     | Atlético de Rafaela    | El Coliseo de Mitre y Puccini | 9 de noviembre  | 15:30    |
| Almagro           | 1 - 0     | All Boys               | Tres de Febrero               | 9 de noviembre  | 15:30    |
| Instituto         | 2 - 0     | Ramón Santamarina      | Juan Domingo Perón            | 9 de noviembre  | 19:00    |
| Brown de Adrogué  | 1 - 1     | Gimnasia y Esgrima (M) | Lorenzo Arandilla             | 10 de noviembre | 15:30    |
| San Martín (T)    | 2 - 0     | Gimnasia y Esgrima (J) | La Ciudadela                  | 10 de noviembre | 18:00    |
| Deportivo Riestra | 0 - 0     | Defensores de Belgrano | Guillermo Laza                | 11 de noviembre | 15:30    |
| Chacarita Juniors | 0 - 3     | Tigre                  | Chacarita Juniors             | 11 de noviembre | 18:15    |

| Fecha 13               | Fecha 13  | Fecha 13          | Fecha 13                     | Fecha 13        | Fecha 13 |
| Local                  | Resultado | Visitante         | Estadio                      | Fecha           | Hora     |
| ---------------------- | --------- | ----------------- | ---------------------------- | --------------- | -------- |
| Gimnasia y Esgrima (J) | 0 - 0     | Almagro           | 23 de agosto                 | 15 de noviembre | 21:30    |
| All Boys               | 0 - 1     | Villa Dálmine     | Islas Malvinas               | 16 de noviembre | 17:00    |
| Quilmes                | 1 - 1     | Deportivo Riestra | Centenario                   | 16 de noviembre | 17:00    |
| Defensores de Belgrano | 2 - 1     | Chacarita Juniors | Juan Pasquale                | 16 de noviembre | 17:10    |
| Atlético de Rafaela    | 1 - 1     | Sarmiento (J)     | Nuevo Monumental             | 16 de noviembre | 19:10    |
| Gimnasia y Esgrima (M) | 2 - 1     | Instituto         | Víctor Antonio Legrotaglie   | 17 de noviembre | 17:30    |
| Tigre                  | 1 - 2     | Brown de Adrogué  | Monumental de Victoria       | 17 de noviembre | 19:15    |
| Ramón Santamarina      | 1 - 3     | San Martín (T)    | Municipal General San Martín | 18 de noviembre | 20:30    |

| Fecha 14          | Fecha 14  | Fecha 14               | Fecha 14                      | Fecha 14        | Fecha 14 |
| Local             | Resultado | Visitante              | Estadio                       | Fecha           | Hora     |
| ----------------- | --------- | ---------------------- | ----------------------------- | --------------- | -------- |
| Sarmiento (J)     | 1 - 0     | All Boys               | Eva Perón                     | 22 de noviembre | 21:00    |
| Brown de Adrogué  | 0 - 0     | Defensores de Belgrano | Lorenzo Arandilla             | 23 de noviembre | 17:00    |
| Almagro           | 1 - 0     | Ramón Santamarina      | Tres de Febrero               | 23 de noviembre | 17:00    |
| Deportivo Riestra | 1 - 0     | Atlético de Rafaela    | Guillermo Laza                | 23 de noviembre | 17:00    |
| Villa Dálmine     | 0 - 1     | Gimnasia y Esgrima (J) | El Coliseo de Mitre y Puccini | 24 de noviembre | 17:00    |
| San Martín (T)    | 1 - 1     | Instituto              | La Ciudadela                  | 24 de noviembre | 18:00    |
| Tigre             | 1 - 0     | Gimnasia y Esgrima (M) | Monumental de Victoria        | 25 de noviembre | 21:10    |
| Chacarita Juniors | 1 - 0     | Quilmes                | Tres de Febrero               | 26 de noviembre | 17:00    |

| Fecha 15               | Fecha 15  | Fecha 15          | Fecha 15                     | Fecha 15        | Fecha 15 |
| Local                  | Resultado | Visitante         | Estadio                      | Fecha           | Hora     |
| ---------------------- | --------- | ----------------- | ---------------------------- | --------------- | -------- |
| Gimnasia y Esgrima (J) | 1 - 3     | Sarmiento (J)     | 23 de agosto                 | 29 de noviembre | 21:10    |
| All Boys               | 2 - 0     | Deportivo Riestra | Islas Malvinas               | 30 de noviembre | 17:00    |
| Instituto              | 2 - 1     | Almagro           | Juan Domingo Perón           | 1 de diciembre  | 18:00    |
| Defensores de Belgrano | 2 - 1     | Tigre             | Juan Pasquale                | 1 de diciembre  | 19:10    |
| Ramón Santamarina      | 2 - 1     | Villa Dálmine     | Municipal General San Martín | 2 de diciembre  | 20:30    |
| Quilmes                | 1 - 1     | Brown de Adrogué  | Centenario                   | 2 de diciembre  | 21:00    |
| Atlético de Rafaela    | 2 - 0     | Chacarita Juniors | Nuevo Monumental             | 2 de diciembre  | 21:00    |
| Gimnasia y Esgrima (M) | 0 - 3     | San Martín (T)    | Víctor Antonio Legrotaglie   | 2 de diciembre  | 21:30    |

1. ↑  Suspendido por dificultades en el traslado del equipo visitante.[38] Se jugó el 24 de octubre, a partir de las 19:10.
2. ↑  Postergado por la participación de Almagro en la Copa Argentina 2018-19.[39]
3. ↑  Suspendido por las condiciones climáticas. Se jugó el 15 de octubre, a partir de las 19:10.

#### Segunda rueda
| Fecha 16               | Fecha 16  | Fecha 16               | Fecha 16                     | Fecha 16      | Fecha 16 |
| Local                  | Resultado | Visitante              | Estadio                      | Fecha         | Hora     |
| ---------------------- | --------- | ---------------------- | ---------------------------- | ------------- | -------- |
| Quilmes                | 2 - 1     | Tigre                  | Centenario                   | 7 de febrero  | 19:00    |
| Atlético de Rafaela    | 2 - 0     | Brown de Adrogué       | Nuevo Monumental             | 7 de febrero  | 21:00    |
| Gimnasia y Esgrima (J) | 0 - 1     | Deportivo Riestra      | 23 de agosto                 | 7 de febrero  | 21:30    |
| Defensores de Belgrano | 1 - 0     | Gimnasia y Esgrima (M) | Juan Pasquale                | 8 de febrero  | 17:00    |
| All Boys               | 1 - 1     | Chacarita Juniors      | Islas Malvinas               | 8 de febrero  | 17:05    |
| San Martín (T)         | 1 - 1     | Almagro                | La Ciudadela                 | 9 de febrero  | 18:00    |
| Instituto              | 1 - 2     | Villa Dálmine          | Juan Domingo Perón           | 9 de febrero  | 19:00    |
| Ramón Santamarina      | 1 - 1     | Sarmiento (J)          | Municipal General San Martín | 10 de febrero | 20:30    |

| Fecha 17               | Fecha 17  | Fecha 17               | Fecha 17                      | Fecha 17      | Fecha 17 |
| Local                  | Resultado | Visitante              | Estadio                       | Fecha         | Hora     |
| ---------------------- | --------- | ---------------------- | ----------------------------- | ------------- | -------- |
| Deportivo Riestra      | 1 - 0     | Ramón Santamarina      | Guillermo Laza                | 15 de febrero | 17:00    |
| Chacarita Juniors      | 0 - 0     | Gimnasia y Esgrima (J) | Chacarita Juniors             | 15 de febrero | 17:00    |
| Brown de Adrogué       | 2 - 1     | All Boys               | Lorenzo Arandilla             | 15 de febrero | 17:00    |
| Defensores de Belgrano | 2 - 0     | Quilmes                | Juan Pasquale                 | 15 de febrero | 18:35    |
| Tigre                  | 2 - 0     | Atlético de Rafaela    | Monumental de Victoria        | 15 de febrero | 20:35    |
| Villa Dálmine          | 1 - 2     | San Martín (T)         | El Coliseo de Mitre y Puccini | 16 de febrero | 17:00    |
| Gimnasia y Esgrima (M) | 1 - 0     | Almagro                | Víctor Antonio Legrotaglie    | 16 de febrero | 17:30    |
| Sarmiento (J)          | 2 - 1     | Instituto              | Eva Perón                     | 16 de febrero | 19:30    |

| Fecha 18               | Fecha 18  | Fecha 18               | Fecha 18                     | Fecha 18      | Fecha 18 |
| Local                  | Resultado | Visitante              | Estadio                      | Fecha         | Hora     |
| ---------------------- | --------- | ---------------------- | ---------------------------- | ------------- | -------- |
| Atlético de Rafaela    | 1 - 3     | Defensores de Belgrano | Nuevo Monumental             | 21 de febrero | 20:00    |
| Gimnasia y Esgrima (J) | 1 - 1     | Brown de Adrogué       | 23 de agosto                 | 21 de febrero | 21:30    |
| Instituto              | 0 - 0     | Deportivo Riestra      | Juan Domingo Perón           | 22 de febrero | 19:00    |
| All Boys               | 2 - 1     | Tigre                  | Islas Malvinas               | 22 de febrero | 19:35    |
| Almagro                | 0 - 0     | Villa Dálmine          | Tres de Febrero              | 23 de febrero | 17:00    |
| Quilmes                | 2 - 2     | Gimnasia y Esgrima (M) | Centenario                   | 23 de febrero | 18:30    |
| Ramón Santamarina      | 2 - 1     | Chacarita Juniors      | Municipal General San Martín | 24 de febrero | 20:30    |
| San Martín (T)         | 2 - 0     | Sarmiento (J)          | La Ciudadela                 | 24 de febrero | 21:50    |

| Fecha 19               | Fecha 19  | Fecha 19               | Fecha 19                   | Fecha 19      | Fecha 19 |
| Local                  | Resultado | Visitante              | Estadio                    | Fecha         | Hora     |
| ---------------------- | --------- | ---------------------- | -------------------------- | ------------- | -------- |
| Defensores de Belgrano | 0 - 2     | All Boys               | Juan Pasquale              | 28 de febrero | 17:05    |
| Tigre                  | 3 - 1     | Gimnasia y Esgrima (J) | Monumental de Victoria     | 28 de febrero | 19:30    |
| Brown de Adrogué       | 0 - 0     | Ramón Santamarina      | Lorenzo Arandilla          | 29 de febrero | 17:00    |
| Gimnasia y Esgrima (M) | 3 - 1     | Villa Dálmine          | Víctor Antonio Legrotaglie | 1 de marzo    | 17:30    |
| Deportivo Riestra      | 0 - 1     | San Martín (T)         | Guillermo Laza             | 2 de marzo    | 17:00    |
| Quilmes                | 1 - 1     | Atlético de Rafaela    | Centenario                 | 2 de marzo    | 20:00    |
| Sarmiento (J)          | 0 - 1     | Almagro                | Eva Perón                  | 2 de marzo    | 21:10    |
| Chacarita Juniors      | 1 - 0     | Instituto              | Chacarita Juniors          | 3 de marzo    | 19:10    |

| Fecha 20               | Fecha 20  | Fecha 20               | Fecha 20                      | Fecha 20   | Fecha 20   |
| Local                  | Resultado | Visitante              | Estadio                       | Fecha      | Hora       |
| ---------------------- | --------- | ---------------------- | ----------------------------- | ---------- | ---------- |
| Gimnasia y Esgrima (J) | 0 - 1     | Defensores de Belgrano | 23 de agosto                  | 6 de marzo | 21:30      |
| Villa Dálmine          | 1 - 0     | Sarmiento (J)          | El Coliseo de Mitre y Puccini | 7 de marzo | 19:00      |
| Atlético de Rafaela    | 1 - 5     | Gimnasia y Esgrima (M) | Nuevo Monumental              | 7 de marzo | 19:00      |
| Almagro                | 0 - 2     | Deportivo Riestra      | Tres de Febrero               | 8 de marzo | 17:00      |
| All Boys               | 1 - 0     | Quilmes                | Islas Malvinas                | 8 de marzo | 17:00      |
| Instituto              | 1 - 1     | Brown de Adrogué       | Juan Domingo Perón            | 8 de marzo | 19:00      |
| San Martín (T)         | 0 - 1     | Chacarita Juniors      | La Ciudadela                  | 8 de marzo | 19:15      |
| Ramón Santamarina      | -         | Tigre                  | Municipal General San Martín  | Postergado | Postergado |

| Fecha 21               | Fecha 21  | Fecha 21               | Fecha 21                   | Fecha 21    | Fecha 21 |
| Local                  | Resultado | Visitante              | Estadio                    | Fecha       | Hora     |
| ---------------------- | --------- | ---------------------- | -------------------------- | ----------- | -------- |
| Defensores de Belgrano | 1 - 0     | Ramón Santamarina      | Juan Pasquale              | 13 de marzo | 20:10    |
| Atlético de Rafaela    | 3 - 2     | All Boys               | Nuevo Monumental           | 13 de marzo | 21:00    |
| Brown de Adrogué       | 1 - 0     | San Martín (T)         | Lorenzo Arandilla          | 15 de marzo | 14:10    |
| Quilmes                | 1 - 0     | Gimnasia y Esgrima (J) | Centenario                 | 15 de marzo | 16:30    |
| Tigre                  | 0 - 3     | Instituto              | Monumental de Victoria     | 15 de marzo | 17:05    |
| Deportivo Riestra      | 1 - 1     | Villa Dálmine          | Guillermo Laza             | 16 de marzo | 16:00    |
| Chacarita Juniors      | 1 - 2     | Almagro                | Chacarita Juniors          | 16 de marzo | 21:10    |
| Gimnasia y Esgrima (M) | -         | Sarmiento (J)          | Víctor Antonio Legrotaglie | 17 de marzo | 17:45    |

1. ↑  Suspendido por dificultades en el traslado del equipo visitante. Se jugó el 9 de febrero, a partir de las 17:00.
2. ↑  Postergado por la participación de Tigre en la Copa Libertadores 2020. No se jugó.
3. ↑  Suspendido por la pandemia de covid-19. No se jugó.

## Goleadores
| Jugador       | Equipo         | Goles | Jugada | Cabeza | T. libre | Penal |
| ------------- | -------------- | ----- | ------ | ------ | -------- | ----- |
| Pablo Magnín  | Sarmiento (J)  | 15    | 8      | 1      | 0        | 6     |
| Pablo Vegetti | Belgrano       | 14    | 9      | 4      | 0        | 1     |
| Luciano Pons  | San Martín (T) | 12    | 5      | 4      | 0        | 3     |
| Germán Rivero | Alvarado       | 11    | 9      | 1      | 0        | 1     |
| Luis López    | Atlanta        | 10    | 4      | 3      | 0        | 3     |